# Halowe Mistrzostwa Świata w Lekkoatletyce 1999 – bieg na 60 m kobiet
Bieg na 60 m kobiet – jedna z konkurencji rozgrywanych podczas halowych mistrzostw świata w lekkoatletyce w 1999. Eliminacje, półfinały i finał odbyły się 7 marca.
Do eliminacji zgłoszone zostały 32 zawodniczki z 26 państw.
Zawody w tej konkurencji wygrała reprezentantka Grecji Ekaterini Tanu. Drugą pozycję zajęła zawodniczka ze Stanów Zjednoczonych Gail Devers, trzecią zaś reprezentująca Kanadę Philomena Mensah.
Reprezentantce Stanów Zjednoczonych Inger Miller anulowano wyniki (jak również odebrano brązowy medal) po tym, jak u niej udowodniono stosowanie dopingu.

## Wyniki

### Eliminacje
Źródło: 
Bieg 1
| Miejsce | Zawodniczka        | Państwo           | Wynik | Uwagi |
| ------- | ------------------ | ----------------- | ----- | ----- |
| 1.      | Ekaterini Tanu     | Grecja            | 7,01  | NR    |
| 2.      | Gail Devers        | Stany Zjednoczone | 7,14  |       |
| 3.      | Manuela Levorato   | Włochy            | 7,25  | PB    |
| 4.      | Alenka Bikar       | Słowenia          | 7,26  | PB    |
| 5.      | Anżelika Szewczuk  | Ukraina           | 7,31  |       |
| 6.      | Heather Samuel     | Antigua i Barbuda | 7,41  | NR    |
| 7.      | Lyubov Perepelova  | Uzbekistan        | 7,51  |       |
| 8.      | Jelena Bobrowskaja | Kirgistan         | 7,64  | NR    |

Bieg 2
| Miejsce | Zawodniczka          | Państwo           | Wynik | Uwagi |
| ------- | -------------------- | ----------------- | ----- | ----- |
| 1.      | Philomena Mensah     | Kanada            | 7,02  | NR    |
| 2.      | Joan Uduak Ekah      | Nigeria           | 7,10  | WJR   |
| 3.      | Wendy Seegers        | Południowa Afryka | 7,17  | NR    |
| 4.      | Andrea Philipp       | Niemcy            | 7,18  | PB    |
| 5.      | Christine Bloomfield | Wielka Brytania   | 7,32  | PB    |
| 6.      | Agnė Visockaitė      | Litwa             | 7,45  |       |
| 7.      | Motoka Arai          | Japonia           | 7,54  |       |
| –       | Nora Iwanowa         | Bułgaria          | DNS   |       |

Bieg 3
| Miejsce | Zawodniczka                | Państwo           | Wynik | Uwagi |
| ------- | -------------------------- | ----------------- | ----- | ----- |
| 1.      | Endurance Ojokolo          | Nigeria           | 7,12  | PB    |
| 2.      | Sandra Citté               | Francja           | 7,19  |       |
| 3.      | Hanitriniaina Rakotondrabé | Madagaskar        | 7,27  | PB    |
| 4.      | Zuzanna Radecka            | Polska            | 7,31  | PB    |
| 5.      | Saša Prokofjev             | Słowenia          | 7,43  | PB    |
| 6.      | Tamara Szanidze            | Gruzja            | 7,66  |       |
| 7.      | Monica Jonathan            | Papua-Nowa Gwinea | 8,06  |       |
| –       | Inger Miller               | Stany Zjednoczone | 7,07  |       |

Bieg 4
| Miejsce | Zawodniczka            | Państwo         | Wynik | Uwagi |
| ------- | ---------------------- | --------------- | ----- | ----- |
| 1.      | Savatheda Fynes        | Bahamy          | 7,08  |       |
| 2.      | Liliana Allen          | Meksyk          | 7,14  | NR    |
| 3.      | Petja Pendarewa        | Bułgaria        | 7,17  |       |
| 4.      | Li Xuemei              | Chiny           | 7,32  |       |
| 5.      | Natalla Safronnikawa   | Białoruś        | 7,32  |       |
| 6.      | Marzena Pawlak         | Polska          | 7,36  | PB    |
| 7.      | Janine Whitlock        | Wielka Brytania | 7,39  | PB    |
| 8.      | Ruth Babela-Walozontsi | Kongo           | 8,48  |       |

### Półfinały
Źródło: 
Bieg 1
| Miejsce | Zawodniczka      | Państwo           | Wynik | Uwagi |
| ------- | ---------------- | ----------------- | ----- | ----- |
| 1.      | Ekaterini Tanu   | Grecja            | 6,99  | NR    |
| 2.      | Savatheda Fynes  | Bahamy            | 7,01  | NR    |
| 3.      | Gail Devers      | Stany Zjednoczone | 7,07  |       |
| 4.      | Joan Uduak Ekah  | Nigeria           | 7,09  | WJR   |
| 5.      | Wendy Seegers    | Południowa Afryka | 7,15  | NR    |
| 6.      | Manuela Levorato | Włochy            | 7,20  | PB    |
| 7.      | Sandra Citté     | Francja           | 7,20  |       |
| 8.      | Zuzanna Radecka  | Polska            | 7,37  |       |

Bieg 2
| Miejsce | Zawodniczka                | Państwo           | Wynik | Uwagi |
| ------- | -------------------------- | ----------------- | ----- | ----- |
| 1.      | Philomena Mensah           | Kanada            | 7,07  |       |
| 2.      | Endurance Ojokolo          | Nigeria           | 7,08  | PB    |
| 3.      | Petja Pendarewa            | Bułgaria          | 7,08  | PB    |
| 4.      | Liliana Allen              | Meksyk            | 7,12  | NR    |
| 5.      | Andrea Philipp             | Niemcy            | 7,17  | PB    |
| 6.      | Alenka Bikar               | Słowenia          | 7,24  | PB    |
| 7.      | Hanitriniaina Rakotondrabé | Madagaskar        | 7,34  |       |
| –       | Inger Miller               | Stany Zjednoczone | 7,03  |       |

### Finał
Źródło: 
| Miejsce | Zawodniczka       | Państwo           | Wynik | Uwagi |
| ------- | ----------------- | ----------------- | ----- | ----- |
| 01 !    | Ekaterini Tanu    | Grecja            | 6,96  | WL    |
| 02 !    | Gail Devers       | Stany Zjednoczone | 7,02  |       |
| 03 !    | Philomena Mensah  | Kanada            | 7,07  |       |
| 4.      | Savatheda Fynes   | Bahamy            | 7,09  |       |
| 5.      | Joan Uduak Ekah   | Nigeria           | 7,10  |       |
| 6.      | Petja Pendarewa   | Bułgaria          | 7,12  |       |
| 7.      | Endurance Ojokolo | Nigeria           | 7,19  |       |
| –       | Inger Miller      | Stany Zjednoczone | 7,06  |       |